# John Mackie, Baron John-Mackie
John Mackie, Baron John-Mackie (* 24. November 1909 in Tarves, Aberdeenshire; † 25. Mai 1994 in Nazeing, Essex), war ein britischer Politiker der Labour Party und Life Peer.

## Leben und Karriere
Mackie wurde im November 1909 als dritter Sohn von Maitland Mackie und Mary Ann Yull geboren. Die Familie gilt als eine der erfolgreichsten Landwirtschaftsdynastien Großbritanniens. Er besuchte die Aberdeen Grammar School und später das Scotland College of Agriculture. Dort war er ab 1942 Governor, bis er 1964 Staatssekretär wurde.
Seine berufliche Tätigkeit begann er in der Landwirtschaft. Das Thema Gesundheit gehörte zu seinen Interessengebieten; dies ermöglichte ihm, obwohl er seit den 1940er Jahren als Millionär galt, Kandidat der Labour Party zu werden. Hector McNeill ernannte Mackie zum Vorsitzenden (Chairman) des Aberdeen and Kincardine Health Executive Committee. Bei der Unterhauswahl 1951 trat er erfolglos für den Wahlkreis North Angus and Mearns an. Er unterlag Colin Thornton-Kemsley. Bei der Unterhauswahl 1955 unterlag Mackie Patrick Maitland im Wahlkreis Lanark.
Mackie wurde für den Wahlkreis Enfield East bei den Unterhauswahlen 1959, 1964, 1966 und 1970 gewählt. Von 1964 bis 1970 war er als Parliamentary Secretary einer von zwei Staatssekretären unter Landwirtschaftsminister Fred Peart und später unter Cledwyn Hughes, Baron Cledwyn of Penrhos. Mackies landwirtschaftliche Erfahrung galt als wichtiger Faktor für den Erfolg der beiden Minister.
Von 1976 bis 1979 leitete er die Forestry Commission.

## Mitgliedschaft im House of Lords
Am 18. Mai 1981 wurde er zum Life Peer mit dem Titel Baron John-Mackie, of Nazeing in the County of Essex, ernannt. Seine offizielle Einführung im House of Lords erfolgte am 19. Mai 1981 mit der Unterstützung von Elwyn Jones, Baron Elwyn-Jones, und Cledwyn Hughes, Baron Cledwyn of Penrhos.
Seine Antrittsrede hielt er am 17. Juni 1981 zum Thema der Vorteile der britischen Mitgliedschaft in der EG. Im Oberhaus war er von 1983 bis 1988 Oppositionssprecher für Land-, Forstwirtschaft und Fischerei. 
Zuletzt meldete er sich am 11. Januar 1994 zur Forestry Commission zu Wort.

## Familie und Tod
Mackie heiratete 1934 Jeannie Milne. Zusammen hatten sie drei Söhne und zwei Töchter. Er starb im Mai 1994 im Alter von 84 Jahren.